# Mini John Cooper Works WRC
De Mini John Cooper Works WRC is een rallyauto van de Duitse constructeur MINI. De John Cooper Works is vanaf het seizoen 2011 actief in het Wereldkampioenschap Rally, en wordt geprepareerd door het Engelse Prodrive dat eerder actief en succesvol was in het WK Rally met Subaru. De auto voldoet aan de huidige World Rally Car specificaties en debuteert tijdens de Rally van Sardinië in mei.
Rijders in 2011 zijn Kris Meeke en Daniel Sordo, de laatstgenoemde die overkwam van het fabrieksteam van Citroën.

## Trivia
Tijdens de Dakar-rally 2012 kwam ook een Mini Countryman uit. De auto was echter niet dezelfde als de Countryman WRC en werd ingeschreven en geprepareerd door het Duitse X-Raid team.